# Eleição estadual na Turíngia em 2024
A eleição estadual na Turíngia em 2024 foi realizada em 1º de setembro, com o objetivo de preencher os 120 assentos do Landtag da Turíngia. A Turíngia, situada no leste da Alemanha, tem sido historicamente governada por coalizões, com o governo anterior sendo liderado por Bodo Ramelow, do partido A Esquerda, em aliança com o Partido Social-Democrata (SPD) e Os Verdes. Esta coalizão visava conter o avanço da extrema-direita, representada pelo partido Alternativa para a Alemanha (AfD).
Como resultado da crise do governo da Turíngia em 2020, houve um acordo entre os partidos para realizar uma eleição antecipada para o Landtag em 25 de abril de 2021. Em janeiro de 2021, os partidos envolvidos concordaram em adiar a eleição para 26 de setembro devido à pandemia de COVID-19 na Alemanha. Todos os planos para uma eleição antecipada foram posteriormente abandonados quando ficou claro que não havia votos suficientes para dissolver o Landtag. O governador Ramelow propôs 1º de setembro como a data para as eleições estaduais de 2024, que foi posteriormente aprovada por seu gabinete e pelo Landtag.
Durante a campanha eleitoral de 2024, temas de caráter nacional, como a política de imigração e o apoio alemão à Ucrânia, dominaram o debate público, especialmente nas regiões do leste, onde há uma maior concentração de opiniões críticas sobre essas questões. A AfD, que se posiciona contra a imigração e a União Europeia, aproveitou o descontentamento crescente com o governo federal, liderado por Olaf Scholz (SPD). Com uma taxa de insatisfação nacional de cerca de 79%, esse descontentamento teve um impacto direto nos resultados das eleições estaduais, favorecendo o partido de extrema-direita.
Os resultados da eleição na Turíngia foram históricos e marcaram um ponto de inflexão na política alemã. A AfD conquistou mais de um terço dos votos, tornando-se o primeiro partido de extrema-direita a vencer uma eleição estadual na Alemanha desde a Segunda Guerra Mundial. A AfD obteve 30,5% dos votos, seguida pela União Democrata Cristã (CDU) com 24,5%, e a Aliança Sahra Wagenknecht (BSW), um novo partido populista de esquerda, com 16%. Os partidos que compõem a coalizão governamental federal (SPD, Verdes e FDP) tiveram um desempenho decepcionante, não conseguindo sequer atingir 10% dos votos cada.
A vitória da AfD na Turíngia trouxe consequências significativas para a política alemã, aumentando a pressão sobre a coalizão liderada por Olaf Scholz. A ascensão da AfD também complicou a formação de novas coalizões de governo no estado, uma vez que nenhum dos outros partidos demonstrou disposição para se aliar ao partido de extrema-direita. Além disso, os resultados eleitorais na Turíngia e na Saxônia, onde a AfD também teve um desempenho forte, indicam os desafios que o governo federal pode enfrentar nas eleições gerais de 2025, em meio a uma crescente polarização política no país.

## Data da eleição
De acordo com § 18 da Lei Eleitoral da Turíngia para o Landtag, a eleição do Landtag deve ocorrer em um domingo ou feriado, no mínimo 57 meses após o início da legislatura atual, em 5 de fevereiro de 2020, e no máximo 61 meses depois, ou seja, no mínimo em agosto de 2024 e no máximo em dezembro de 2024.
De acordo com a Constituição da Turíngia, uma eleição antecipada pode ser realizada se, a pedido de um terço de seus membros, o Landtag votar com uma maioria de dois terços para se dissolver. Isso também pode ocorrer se o Landtag não votar em confiança em um Ministro-Presidente dentro de três semanas após uma votação de confiança fracassada no titular. A moção para dissolver o Landtag só pode ser votada entre 11 e 30 dias após sua apresentação. Se aprovada, a eleição deve ocorrer dentro de 70 dias.
Em 21 de fevereiro de 2020, A Esquerda, CDU, SPD e Os Verdes chegaram a um acordo para agendar uma nova eleição para 25 de abril de 2021. Em 14 de janeiro de 2021, os quatro partidos concordaram em adiar a eleição para 26 de setembro de 2021, a mesma data da eleição federal.
A votação para dissolver o Landtag foi agendada para 19 de julho. No entanto, a moção foi retirada em 16 de julho, depois que quatro membros da CDU e dois da Esquerda informaram os líderes dos partidos que votariam contra, deixando-a claramente aquém da maioria de dois terços exigida. O líder parlamentar da Esquerda, Stefan Dittes, anunciou que não haveria outro esforço para dissolver o Landtag, e o governo minoritário vermelho-verde-vermelho continuaria.

## Antecedentes

### Eleição anterior
Na eleição estadual anterior, realizada em 27 de outubro de 2019, A Esquerda tornou-se o maior partido pela primeira vez em qualquer estado alemão, vencendo 31,0% dos votos. A Alternativa para a Alemanha (AfD) foi o partido que mais cresceu, aumentando sua participação em quase 13 pontos percentuais e tornando-se o segundo maior partido, com 23,4%. A União Democrata Cristã (CDU), que anteriormente era o maior partido no Landtag, perdeu quase 12 pontos e caiu para o terceiro lugar, com 21,7%. O Partido Social-Democrata (SPD) ficou em quarto lugar, com 8,2%. Os Verdes mantiveram sua posição na legislatura por uma margem estreita, vencendo 5,2% dos votos. O Partido Democrático Liberal (FDP) entrou no Landtag pela primeira vez desde 2009, ultrapassando o limite eleitoral de 5% por apenas 73 votos.
O Ministro-Presidente em exercício, Bodo Ramelow, de A Esquerda, liderava uma coalizão de governo de A Esquerda, SPD e Os Verdes desde 2014. Os ganhos de A Esquerda foram compensados pelas perdas do SPD e dos Verdes, e a coalizão perdeu sua maioria.

### Crise do governo
Em 5 de fevereiro, o Landtag elegeu por pouco o líder estadual do FDP, Thomas Kemmerich, como ministro-presidente, com 45 votos, contra 44 de Bodo Ramelow, o então titular. Kemmerich foi eleito com o apoio do FDP, CDU e, controversamente, da AfD. Esta foi a primeira vez que a AfD esteve envolvida na eleição de um chefe de governo estadual na Alemanha. A aparente cooperação dos três partidos foi vista por alguns como uma quebra do cordão sanitário em torno da AfD, em vigor desde sua formação, no qual todos os outros partidos buscavam negar à AfD qualquer influência política ou governamental, recusando-se a negociar ou trabalhar com eles em qualquer nível. Isso gerou grande controvérsia em todo o país, com muitos políticos expressando sua indignação, incluindo a chanceler federal e ex-líder da CDU, Angela Merkel, que descreveu o episódio como "imperdoável" e condenou o envolvimento de seu partido. Kemmerich anunciou sua renúncia iminente em 6 de fevereiro, apenas um dia após assumir o cargo. Ele apresentou sua renúncia em 8 de fevereiro, mas permaneceu no cargo de forma interina.
Após discussões, A Esquerda, CDU, SPD e Os Verdes anunciaram em 21 de fevereiro que haviam chegado a um acordo para realizar uma nova eleição para Ministro-Presidente em 4 de março de 2020 e uma nova eleição estadual em 25 de abril de 2021. Os quatro partidos declararam que apoiariam Ramelow para Ministro-Presidente, e que ele lideraria um governo interino pelos próximos 13 meses, até que a eleição fosse realizada. Esse governo seria composto pelo mesmo arranjo vermelho-verde-vermelho que governou a Turíngia de 2014 a fevereiro de 2020, mas não buscaria aprovar um orçamento antes da eleição. Juntos, os quatro partidos têm 63 dos 90 assentos no Landtag (70%), mais do que os dois terços necessários para dissolver o Landtag e desencadear uma eleição antecipada. Ramelow foi eleito Ministro-Presidente pelo Landtag após três rodadas de votação em 4 de março. Nas duas primeiras rodadas, A Esquerda, SPD e Os Verdes votaram em Ramelow, enquanto a AfD votou em Höcke, a CDU se absteve e o FDP não votou ou se absteve. Na terceira rodada, Höcke retirou sua candidatura, e Ramelow foi eleito com 43 votos a favor, 23 contra e 20 abstenções.

## Pesquisas de opinião

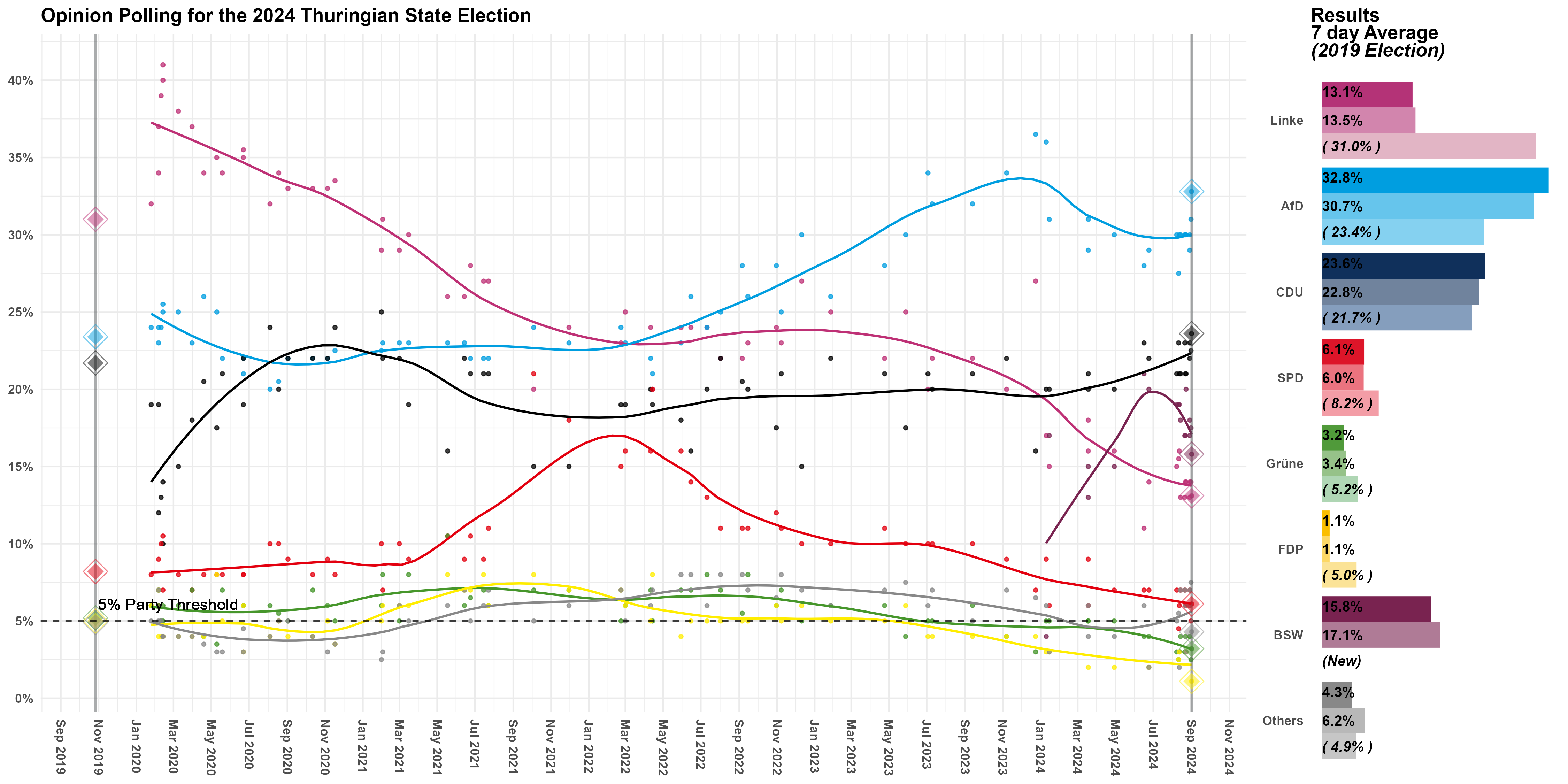
Curva LOESS das pesquisas para a Eleição Estadual da Turíngia de 2024.